# Филмски серијал
Филмски серијал (енгл. film/movie serial, chapter play) представља низ (групу) филмова обједињених заједничким заплетом око истих ликова који се протеже кроз све филмове из групе, да би се у последњој епизоди све расплело довршењем приче. За разлику од филмске серије, серијал је једно целовито филмско дело, са једном, средишњом причом, које се састоји од више делова приказиваних засебно (у наставцима) у прецизно планираном приказивачком ритму. Док у филмској и ТВ серији сваки филм (односно ТВ епизода) представља фабуларно заокружену целину, „свака епизода серијала довршава се у току (усред) неког фабуларног сегмента, неког узрочно-последичног догађајног низа, са јасном назнаком (у радњи, завршним натписима) да ће се његов продужетак и/или исход збити у следећем филму (у његовом почетку). Због учесталости завршавања наставка серијала у изузетно драматичним тренуцима радње, а према репрезентативном примеру јунакиње која на измаку снаге виси над понором очекујући спас, за такав свршетак (а понекад синонимно и за све серијале /особито у акционим жанровима/) уврежио се назив cliffhanger (енгл. cliff — „стијена”, „литица”; енгл. hang — „висити”)...”.
Првим правим серијалом сматра се Шта се догодило Мери компаније Едисон из 1912. (12 наставака), док су највећу популарност имали серијали са глумцем Бастером Кребом (нпр. Флаш Гордон из 1936. или Бак Роџерс из 1939), затим они у режији Вилијама Витнија („краља серијала”), те детективски серијал Дик Трејси.
Након Другог светског рата, популарност и квалитет филмских серијала нагло опада, а ускоро их почињу потискивати ТВ серијали (као што су Градић Пејтон, Дуго топло лето, Далас, Династија). Прави примери ТВ серијала су латиноамеричке теленовеле, док су најпознатији серијали са подручја бивше Југославије Бољи живот, Срећни људи итд.